# Diogo Rincón
Diogo Rincón, właśc. Diogo Augusto Pacheco da Fontoura (ur. 18 kwietnia 1980 w Porto Alegre w stanie Rio Grande do Sul) – brazylijski piłkarz występujący na pozycji pomocnika.

## Kariera piłkarska

### Kariera klubowa
Diogo Rincón wychowywał się w szkole piłkarskiej klubu SC Internacional. W 2002 zadebiutował w podstawowym składzie. W 2002 kupiony do Dynama Kijów. Od pierwszych meczów stał się podstawowym piłkarzem Dynama. Rozegrał 37 spotkań w pucharach europejskich. Jednak później jego rozwój uległ zahamowaniu, przez to stracił miejsce w podstawowym składzie Dynama i w lutym 2008 został wypożyczony do klubu Corinthians Paulista. W kwietniu 2009 Dynamo Kijów i Diogo Rincón porozumieli w sprawie rozerwania kontraktu i klub nadał piłkarzowi status wolnego agenta. 25 lipca 2009 Brazylijczyk został graczem greckiego AO Kavala.

### Kariera reprezentacyjna
Diogo Rincón występował w reprezentacji Brazylii U-17 na juniorskich Mistrzostwach Świata U-17 rozgrywanych w 1997 w Egipcie, gdzie został mistrzem świata.

### Sukcesy
- Mistrz Świata U-17 spośród juniorów:

1997
- Mistrz stanu Rio Grande do Sul:

2000
- Mistrz Ukrainy:

2003, 2004, 2007
- Zdobywca Pucharu Ukrainy:

2003, 2005, 2006, 2007
- Zdobywca Superpucharu Ukrainy:

2004, 2006